# Sarjarka
Sarjarka är ett världsarvsområde som ligger i provinserna Qostanaj och Aqmola i Kazakstan. Områdets natur består till stora delar av stäpper och sjöar och utgör en ovanligt ostörd rest av det en gång så vida stäpplandskapet i västra och centrala Asien. 
Sarjarka utvaldes till världsarv av Unesco år 2008 enligt de kriterier som säger att området skall vara ett enastående exempel på betydelsefulla pågående ekologiska och biologiska processer i omgivningen och ha en stor biologisk mångfald. 
Världsarvsområdet består av två naturreservat, som tillsammans omfattar en yta på cirka 450 344 hektar. Området ligger på en höjd av mellan 200 och 400 meter över havet och har ett inlandsklimat som präglas av varma, torra somrar och kalla vintrar med lite snö.
I det skyddade området finns våtmarker som är mycket viktiga för flyttande fåglar. Det uppskattas att mellan 15 och 16 miljoner flyttande fåglar varje år rastar i området. Bland dessa finns flera sällsynta och hotade arter, som snötrana. Även däggdjursfaunan inkluderar en del sällsynta arter, som saigaantilop.